# Spodoptera filum
Spodoptera filum là một loài bướm đêm trong họ Noctuidae.